# Иванов, Станислав (футболист, 1999)
Станислав Иванов (болг. Станислав Иванов; 16 апреля 1999, Габрово, Болгария) — болгарский футболист, нападающий клуба «Арда».

## Биография
Родился в болгарском городе Габрово. Футболом начал заниматься в возрасте 6 лет в местной команде «Янтра». В 2012 году перешёл в молодёжную команду «Левски». В чемпионате Болгарии дебютировал 2 марта 2016 года в матче против «Монтаны», в котором вышел на замену 78-й минуте.
9 декабря 2020 года перешёл в клуб MLS «Чикаго Файр», подписав контракт, вступающий в силу с 1 января 2021 года, сроком до конца сезона 2023 с опцией продления на сезон 2024. 23 марта 2021 года был помещён в список травмированных, после того как перенёс артроскопическую операцию на левом колене по поводу разрыва медиального мениска. 19 июля 2021 года был введён в активный состав клуба. В американской лиге дебютировал 21 июля 2021 года в матче против «Ди Си Юнайтед», сыграв 15 минут после выхода на замену вместо Пшемыслава Франковского. В ноябре 2021 года получил грин-карту и в MLS перестал считаться иностранным игроком. 12 марта 2022 года в матче против «Ди Си Юнайтед» забил свой первый гол в MLS. 13 января 2023 года Иванов и «Чикаго Файр» договорились о расторжении контракта по взаимному согласию сторон.
13 февраля 2023 года вернулся в Болгарию, подписав контракт с клубом «Арда» сроком на два с половиной года.

### Карьера в сборной
В 2017 году бы в составе сборной Болгарии до 19 лет на юношеском чемпионате Европы, где сыграл во всех трёх матчах группового этапа.